# Caselle Landi
Caselle Landi je italská obec (Comuni) v provincii Lodi v oblasti Lombardie. Leží 70 kilometrů jihovýchodně od Milána a 35 kilometrů jihovýchodně od Lodi. Kromě toho přímo sousedí s italským městem Piacenza. Svůj název nese po jméně jedné z historických významných italských rodin (Landi).
Kromě Piacenzy dále sousedí s obcemi Cornovecchio, Meleti, Corno Giovine, Santo Stefano Lodigiano, Castelnuovo Bocca d'Adda a Caorso. Místním rodákem byl kněz Giovanni Losi.